# Phare de Bastorf
Le phare de Bastorf (en allemand : Leuchtturm Bastorf) est un phare actif situé dans la commune de Bastorf, dans l'arrondissement de Rostock (Mecklembourg-Poméranie-Occidentale), en Allemagne.
Il est géré par la WSV de Lübeck .

## Histoire
Le phare de Bastorf , construit en 1878, marque essentiellement la présence d'un banc de sable dangereux à l'entrée de la baie de Wismar, une partie de la grande baie du Mecklembourg. La lampe à pétrole a été remplacée par une lampe électrique le 2 janvier 1925. Jusqu'au début des années 1960, il était une destination de promenade jusqu'à ce qu'il devienne un bâtiment militaire; En 1979, le dernier gardien a quitté son poste et le phare est devenu automatique. Le phare a été rénové entre 1991 et 1999 et a reçu un faisceau hertzien de la Deutsche Marine.

## Description
Le phare , est une tour cylindrique en brique brune de 21 m de haut, avec une galerie et une lanterne, reliée par un passage couvert à une maison de gardien de deux étages. La tour est non peinte et la lanterne cylindrique est rouge. Son feu à secteurs émet, à une hauteur focale de 95,5 m, quatre longs éclats blancs et rouges de 2,1 secondes, selon divers secteurs, par période de 45 secondes. Sa portée est de 24 milles nautiques (environ 45 km) pour le feu blanc et 20 milles nautiques (environ 37 km) pour le rouge.
Identifiant : ARLHS : FED-058 - Amirauté : C1400 - NGA : 3414.

## Caractéristiques dufeu maritime
Fréquence : 45 secondes (WR)
- 2,1+(6,9)+2,1+(6,9)+2,1+(6,9)+2,1+(15,9) s

|                      |
| Baie de Mecklembourg |

|          |
| Le phare |

|                    |
| Le système optique |

### Lien connexe
- Liste des phares en Allemagne